# Гасконь
Гаско́нь (фр. Gascogne [ɡaskɔɲ]; окс. Gasconha [ɡasˈkuɲɔ]; баск. Gaskoinia) — історична провінція Французького королівства, яка стала спадкоємцем Гасконського герцогства (602–1453). З XVII століття до Французької революції (1789–1799) була частиною об’єднаної провінції Гієнь та Гасконь. Регіон визначено нечітко і відмінність між Гієнню та Гасконню є мінливою. Дехто вважає, що це окремі провінції, що перетинаються між собою, а інші вважають Гасконь частиною Гієні. Більшість визначень ставлять Гасконь на схід і південь від Бордо. Отримала свою назву від басків, які перейшли сюди в VI сторіччі з південних схилів Піренеїв, переслідувані вестготами, і зайняли область теперішніх департаментів Ланди, Верхні Піренеї, Жер, південної частини департаменту Верхня Гаронна, Тарн і Гаронна та Лот і Гаронни.

## Історія

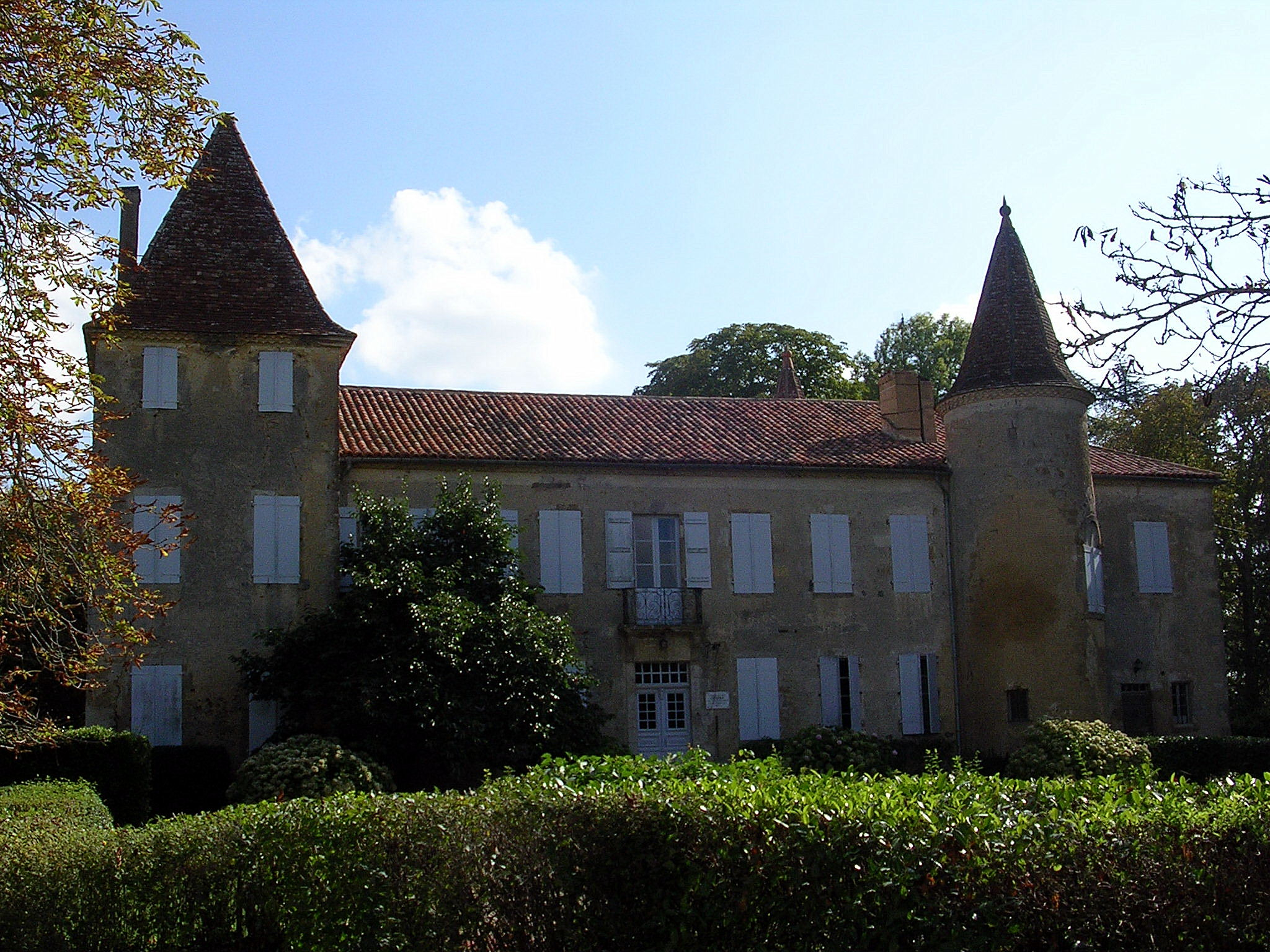
Родинний будинок Кастельморів у Люпіаку, де народився д'Артаньян

602 року після запеклого опору територія була підкорена франками і управлялася відтоді герцогами Аквітанії. 768 року Карл І Великий віддав Гасконь у володіння свого васала Лупа I, спадкоємці якого згодом не раз виступали проти самого Карла Великого і його нащадків.
872 року Гасконь відокремилася від Франції і обрала герцогом одного з нащадків Лупа I. 1039 року, коли герцог Гасконі став герцогом Аквітанії, Гасконь увійшла до складу великого Аквітанського герцогства, долю якої вона й пізніше розділила: з 1154 р. по 1451 р. вона належала Англії, потім перейшла до Франції.
Гасконці — працелюбний, хоробрий народ, обдаровані багатою фантазією, живою уявою, дуже честолюбні і заповзятливі; схильність до хвастощів, завдяки чому назва гасконець здобула славу крилатої. Найвідомішим гасконцем є д'Артаньян, історичний персонаж і герой романів Дюма «Три мушкетери», «Двадцять років потому» і «Віконт де Бражелон, або Десять років потому».